# Бальтазар (маг)
Святий Бальтазар (також званий Бальтазар, Бальтасар і Бітісарія) — згідно з західною християнською традицією, був одним із біблійних волхвів разом із Каспаром і Мельхіором, які відвідали немовля Ісуса після його народження. Традиційно Бальтазара називають царем Македонії, він подарував Ісусу миро. У римсько-католицькій церкві він вважається святим (як і двоє інших волхвів).

## Традиція
Євангеліє від Матвія не повідомляє імен волхвів (або навіть скільки їх було), але їхні традиційні імена приписуються грецькому рукопису 500 року нашої ери, перекладеному на латину та загальновизнаному як джерело імен. У цьому оригінальному рукописі Бальтазар називається Бітісарея, що пізніше перетворилося на Бальтазар у західному християнстві. Бальтазар був описаний у VIII столітті святим Бедою як «[з] чорним обличчям, з густою бородою», а «мирро, яке він тримав у своїх руках, передвіщало смерть Сина людського».
Будучи одним із волхвів, Бальтазар слідував за Вифлеємською зіркою спочатку до палацу Ірода Великого, який наказав їм повернутися до нього, коли вони знайдуть Дитятко Ісуса. Коли вони прибули до дому, волхви вклонилися йому і піднесли свої дари. Бальтазар подарував смирну, яка символізувала майбутню смерть короля, оскільки смирна в той час була дорогою річчю. Вважається, що після повернення до своєї країни, уникаючи царя Ірода, Бальтазар святкував Різдво з іншими членами волхвів у Вірменії в 54 році нашої ери, але пізніше помер 6 січня 55 року нашої ери у віці 112 років. День Бальтазара також 6 січня, як дата його смерті.
Бальтазар і Гаспар — персонажі роману 1880 року «Бен-Гур: Розповідь про Христа» та різних екранізацій роману, в яких розповідається про його останні роки.

## Вшанування пам'яті
Вважається, що Бальтазар разом з іншими волхвами буде похований у Храмі Трьох Королів у Кельнському соборі після того, як його останки були перенесені з Константинополя Євсторгієм I у 344 році нашої ери до Мілана. У 1164 році імператор Священної Римської імперії Фрідріх Барбаросса перевіз їх до Кельна. Бальтазар вшановується на Богоявлення разом з іншими членами волхвів, але в католицизмі свято Бальтазара припадає на 6 січня, тому що це був день, коли він помер.

## Суперечки про чорне обличчя і традиційне зображення символів

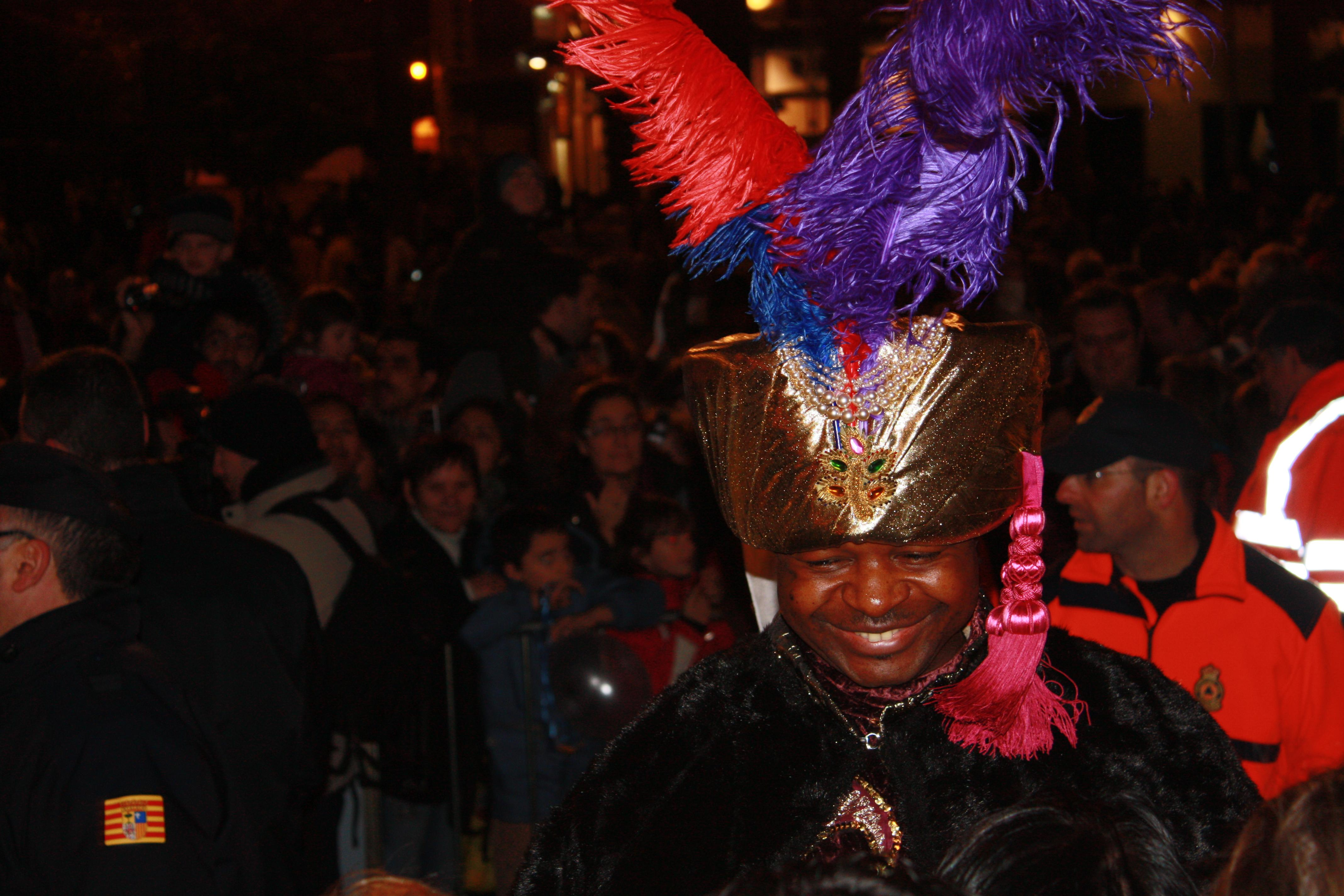
Чорношкірий чоловік виступає в образі Бальтазара в Сарагосі в 2009 році.

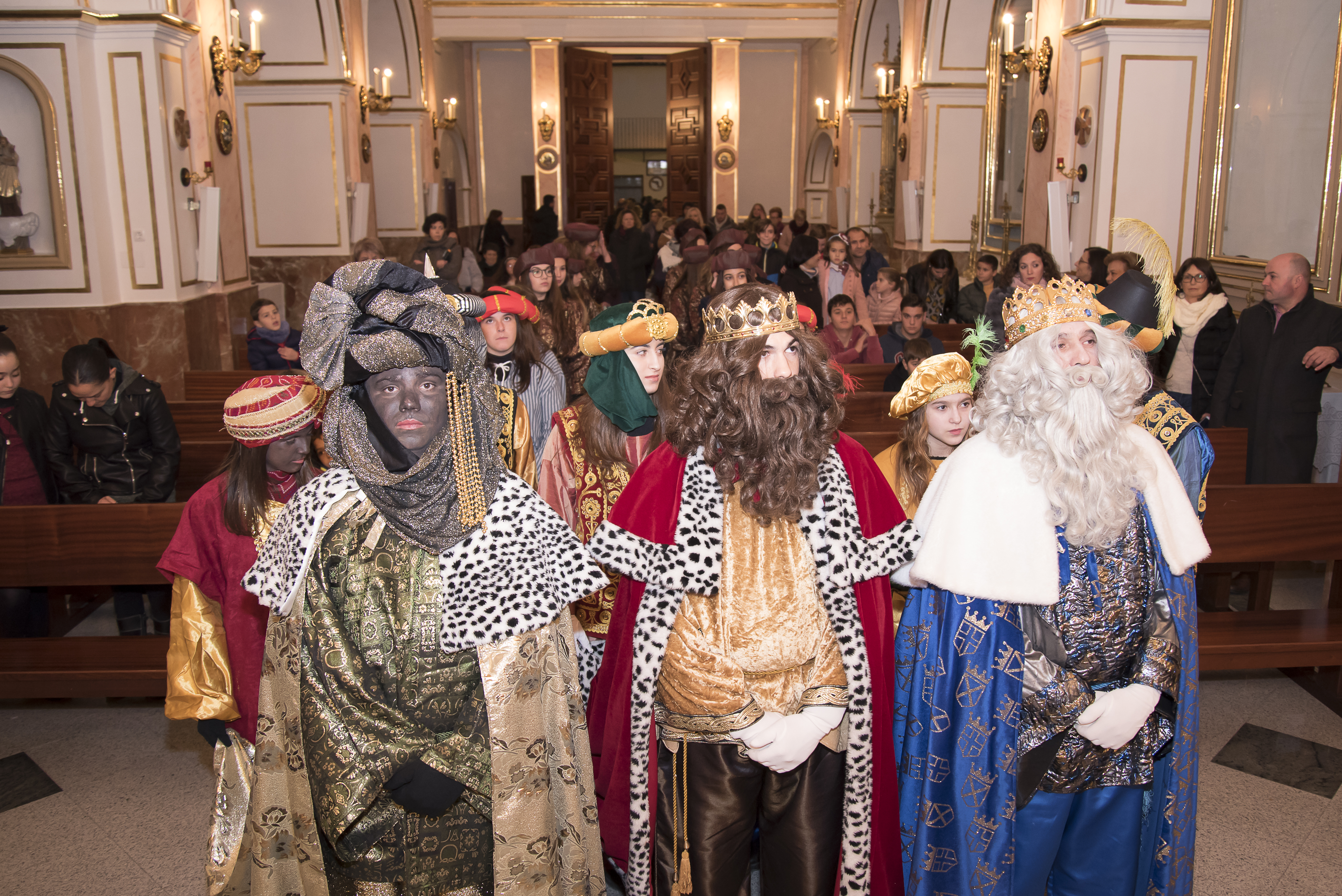
Три волхви в Массалфассарі в 2019 році. Бальтазара та його слугу грають білі люди в чорному гримі.

У багатьох традиційно християнських країнах проводяться конкурси, які включають ролі трьох мудреців. У країнах материкової Європи Бальтазара, за описом Святого Беди, прийнято зображувати людиною в чорному гримі. У середньовічній традиції темношкірих людей описували як дарувальників золота. У ХХІ столітті кілька кампаній в Іспанії підштовхували до того, щоб роль Бальтазара грала темношкіра людина, а не людина в чорному гримі, що потенційно суперечить традиції, за якою цю роль грають місцеві міські ради.

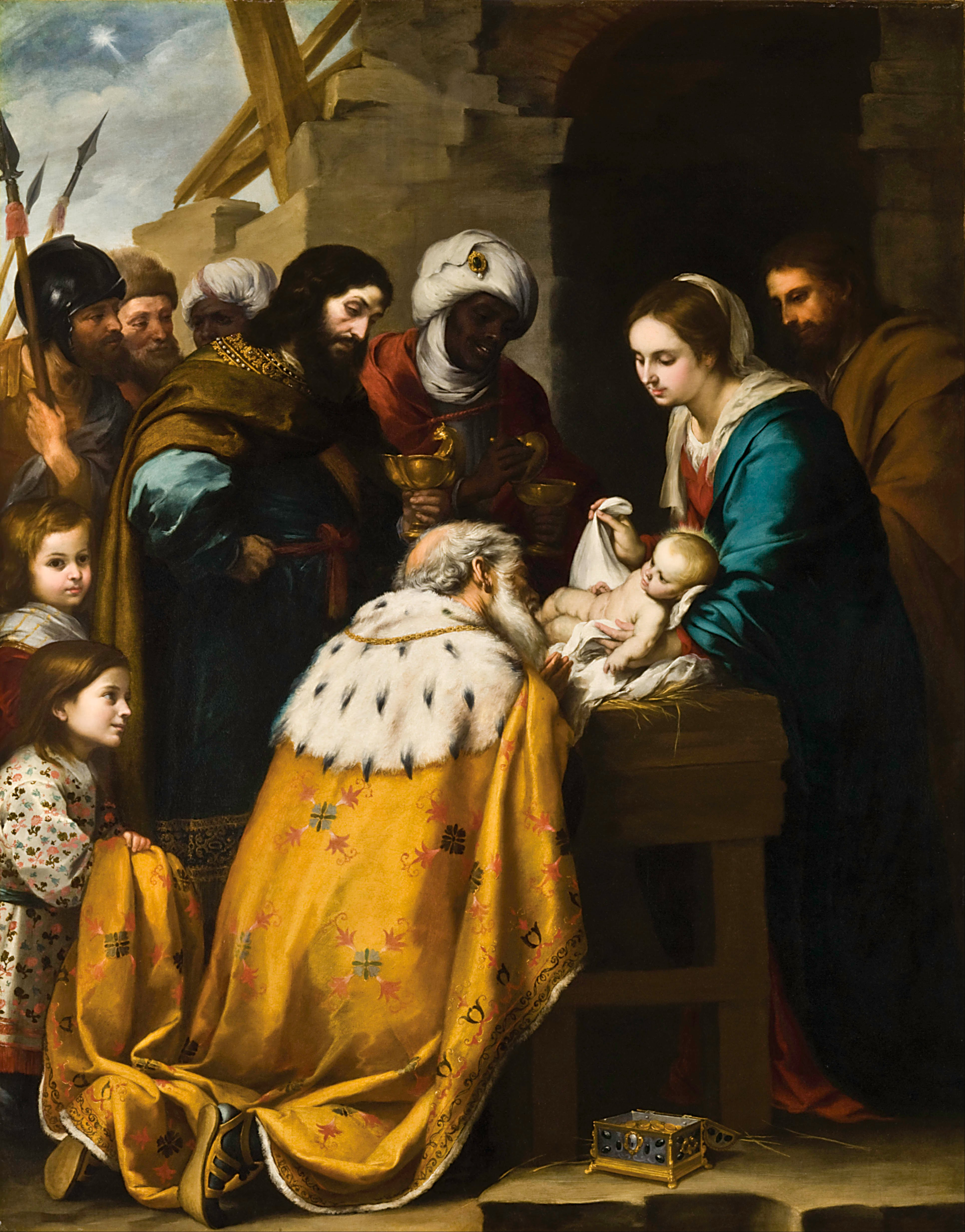
Adorazione dei Magi (Поклоніння волхвів) Бартоломе Естебан Мурільо, бл. 1655 (Музей мистецтв Толедо, Огайо)

Оскільки король Бальтазар у традиційних образах Пізнього Середньовіччя представлений як чорношкіра особа (як інтегруючий або космополітичний графічний символ, за традицією, що «мудреці» або «волхви», які поклонялися Ісусу у Вифлеємі, представляли народи, всього світу), відповідність цій традиційній іконі мотивувала його зображення в кавалькадах Трьох мудреців особою, загримованою в чорне. У багатьох іспанських містах цей звичай продовжує діяти, тоді як інші тепер просять взяти на себе цю роль у кавалькадах видатного жителя африканського походження.